# Герб Торреша-Ведраша
Ге́рб То́рреша-Ве́драша — офіційний символ міста Торреш-Ведраш, Португалія. Використовується як територіальний герб. У червоному щиті срібний замок із двома баштами, чорними вікнами і брамою. На баштах конусні дахи, увінчані срібними флюгерами із чорними стрілками. У главі щита малий герб Португалії. Обабіч нього, над флюгерами, дві срібні п'ятипроменеві зірки. Щит увінчує срібна мурована міська корона з п'ятьма вежами.  Під щитом біла стрічка, на якій великими літерами напис португальською: «cidade de Torres Vedras» (місто Торреш-Ведраш).  Офіційно затверджений 17 квітня 1984 року.  

## Галерея

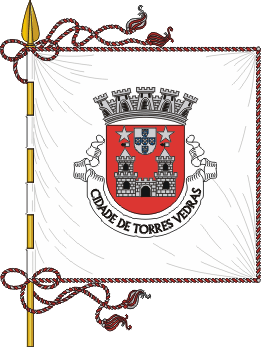
Прапор